# 영덕야성초등학교 창포분교
영덕야성초등학교 창포분교는 대한민국 경상북도 영덕군에 있었던 공립 초등학교이다.

## 학교 연혁
- 1940년 4월 27일 : 창포간이보통학교 설립 인가
- 1940년 5월 20일 : 창포간이보통학교 개교
- 일자미상 : 창포국민학교 승격
- 1996년 3월 1일 : 창포초등학교 개칭
- 1999년 9월 1일 : 영덕초등학교 분교장 격하 편입
- 2012년 3월 1일 : 영덕야성초등학교 창포분교 개편
- 2015년 3월 1일 : 폐교 및 영덕야성초등학교 통폐합

## 참고 자료
- 영덕야성초등학교 창포분교장 - 한국교육학술정보원 학교알리미